# Tempio Civico della Beata Vergine Incoronata
Il Tempio Civico della Beata Vergine Incoronata, noto anche con il nome di santuario dell'Incoronata, è un luogo di culto cattolico situato a Lodi.
La chiesa, impreziosita da notevoli opere d'arte, è riconosciuta come uno dei massimi capolavori del Rinascimento lombardo e rappresenta il monumento più prestigioso della città.
La denominazione di "tempio civico" è dovuta al fatto che la proprietà dell'edificio è sempre stata appannaggio del comune – e non della diocesi – fin dal momento della sua costruzione, promossa dalla cittadinanza e dalle autorità laiche di Lodi.
Al giorno d'oggi, il tempio è un'importante attrazione turistica insieme all'adiacente Museo del tesoro dell'Incoronata.

## Storia

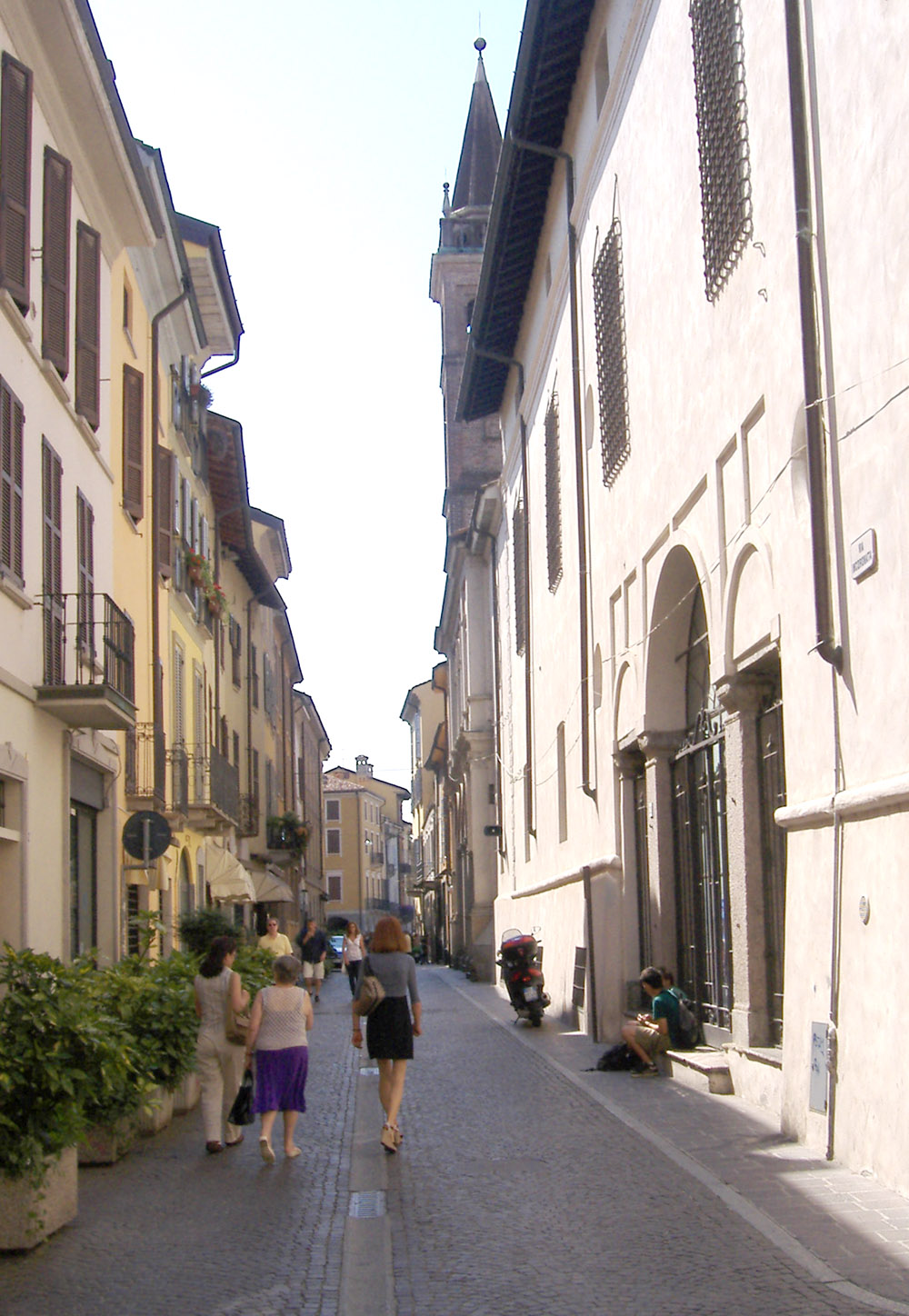
Contrada Lomellini, l'attuale via Incoronata

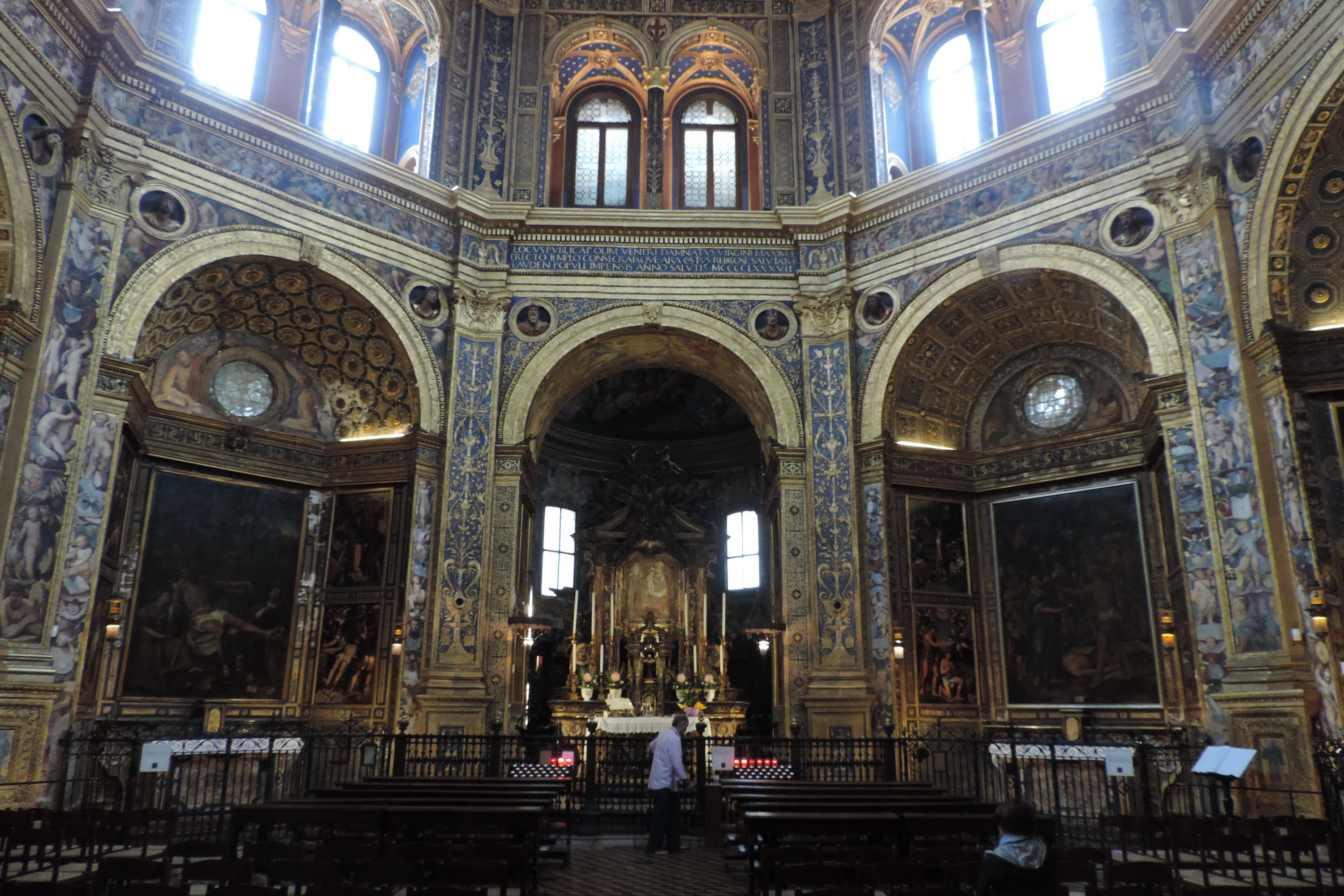
L'interno

La chiesa deve le sue origini ad alcuni avvenimenti – ritenuti prodigiosi dai fedeli lodigiani – che avrebbero avuto luogo nella seconda metà del XV secolo, periodo di massimo splendore artistico e culturale della città.
Nel punto in cui sarebbe poi sorto il tempio, in contrada Lomellini (l'attuale via Incoronata), si trovava una taverna frequentata da prostitute, sul cui muro esterno campeggiava un affresco trecentesco raffigurante Maria Incoronata e Gesù bambino. Il 7 ottobre 1487, quando l'immagine sacra – secondo le testimonianze di molti cittadini – cominciò a lacrimare e a compiere fatti miracolosi, i fedeli invocarono la costruzione di una chiesa dedicata al culto mariano. Le autorità municipali e gli esponenti delle famiglie più illustri della città appoggiarono l'iniziativa, incaricando del progetto l'architetto lodigiano Giovanni Battagio, allievo del Bramante. Anche il vescovo Carlo Pallavicino intervenne per dare impulso alla raccolta dei fondi necessari all'edificazione del tempio.
(Defendino Majani e Jacobus Biello, Cronichetta di Lodi del XV secolo, codice cartaceo a penna (Biblioteca Ambrosiana, T8sup))

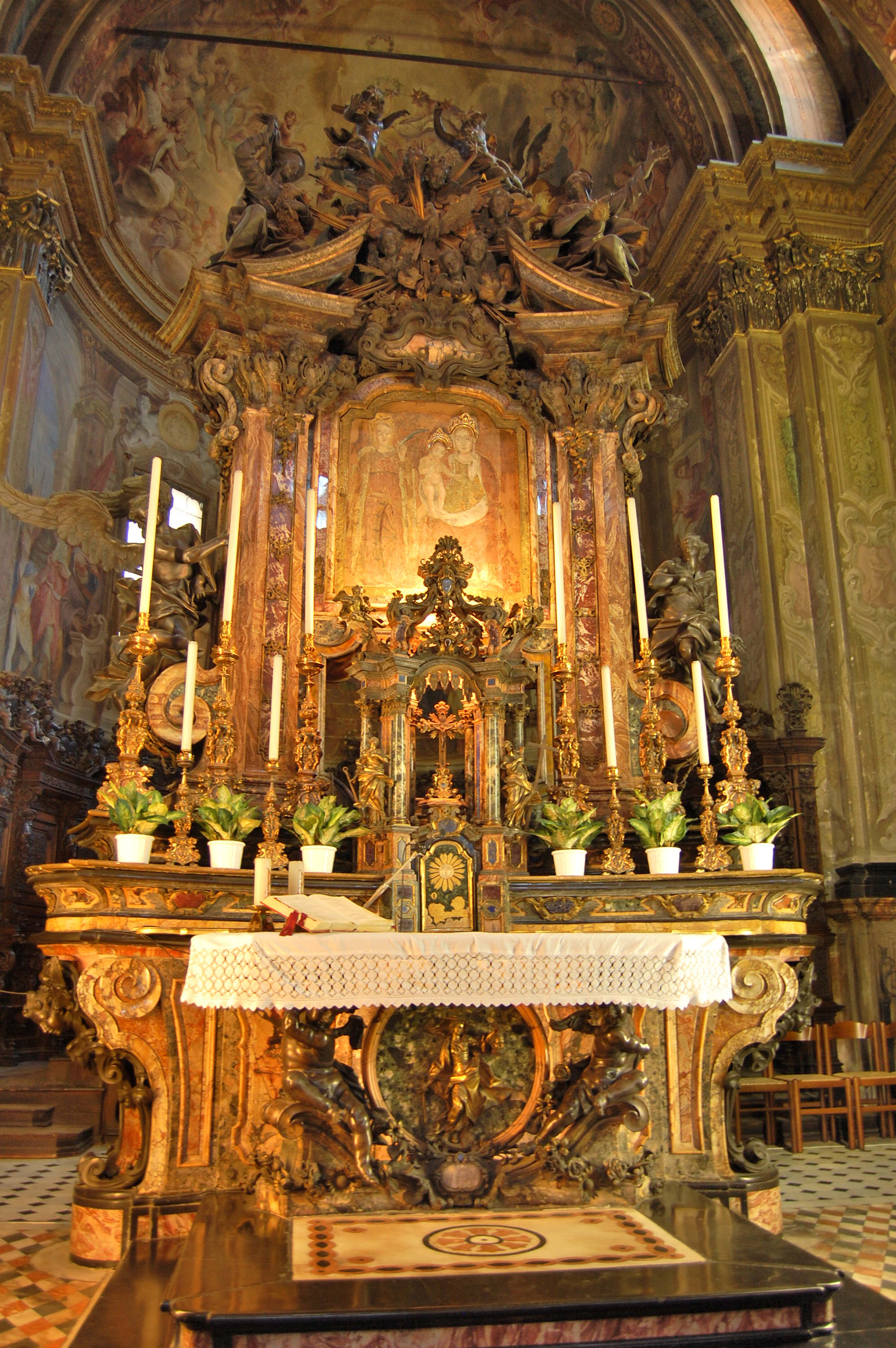
L'altare maggiore custodisce l'affresco a cui si devono le origini del tempio

La prima pietra dell'edificio – su cui era impresso lo stemma di Lodi – fu posta il 29 maggio 1488. Battagio guidò la fabbrica per un anno, cedendo poi il compito all'architetto luganese Gian Giacomo Dolcebuono, sotto la cui direzione i lavori proseguirono sino al 1493, mantenendo fede al progetto del Battagio. Questi, nella creazione del tempio a pianta centrale, con matroneo e cupola ottagonale, si ispirò alla bramantesca sacrestia di Santa Maria presso San Satiro a Milano, eretta pochi anni prima, alla quale lo stesso Battaggio aveva collaborato. 
L'effigie di Maria incoronata fu trasferita all'interno della chiesa, sull'altare maggiore. Dal 1497 al 1500 Ambrogio Bergognone, fra i principali maestri del rinascimento lombardo, attivo prevalentemente alla Certosa di Pavia, fu chiamato a decorare la cappella dell'altare maggiore, con affreschi, distrutti nel seicento, e le quattro celebri tavole, oggi spostate nella Cappella di san Paolo. Giovanni Della Chiesa e suo figlio Matteo, pittori pavesi, furono incaricati della decorazione ad affresco delle cappelle minori e delle logge superiori, opere oggi in larga parte scomparse.  La solenne consacrazione avvenne nel 1501. A partire dal 1514, per i successivi cinquant'anni si occuparono della decorazione interna, con affreschi e tavole, i Piazza da Lodi.
Per espressa volontà del vescovo Pallavicino, l'edificio rimase sempre di proprietà del comune, che ne aveva sostenuto la costruzione: per tale ragione, all'interno del tempio si trovano alcune rappresentazioni artistiche dello scudo araldico municipale. L'amministrazione finanziaria della chiesa fu demandata dapprima ad un collegio di funzionari nobili, a cui subentrarono poi il Monte di Pietà (che aveva sede nel palazzo adiacente al tempio) ed infine il medesimo comune di Lodi.
Nel corso dei secoli, numerosi cittadini lodigiani contribuirono al sostentamento della chiesa; i loro ritratti sono oggi raccolti nella cosiddetta Galleria dei benefattori, ospitata in un locale accessibile dalla sagrestia.
Nel corso del XVII secolo il portico della facciata fu chiuso dalla barocca cancellata in ferro battuto tuttora in opera. Alla fine del Seicento fu decisa la costruzione del coro, che comportò la distruzione dell'altare maggiore rinascimentale. La nuova cappella dell'altare maggiore fu decorata da Andrea Lanzani e dal Legnanino, fu collocato il coro ligneo intagliato da Carlo Lanzani, mentre il nuovo altare tardobarocco su cui fu ricollocata l'immagine miracolosa fu consacrato nel 1738. Successivamente (1744) fu creata la decorazione della sacrestia nuova, capolavoro del barocchetto lombardo, con la volta affrescata a motivi rocaille e gli arredi lignei, opera di Antonio Rotta. 
Alla metà dell'Ottocento fu rifatta la doratura e la decorazione interna delle logge del matroneo, fu interamente ridipinta la cupola dal bergamasco Enrico Scuri e fu rifatta la lanterna. 
Nel 1988 – in occasione del 500º anniversario dell'edificazione del tempio – fu inaugurato il Museo del tesoro dell'Incoronata, una collezione di oggetti legati alla storia del luogo di culto.
Come prescritto dal diritto canonico per le chiese che non appartengono all'amministrazione ecclesiastica, l'attività liturgica del Tempio dell'Incoronata è affidata ad un rettore nominato dal vescovo di Lodi. L'edificio è riconosciuto quale monumento nazionale italiano.

## Architettura e arte

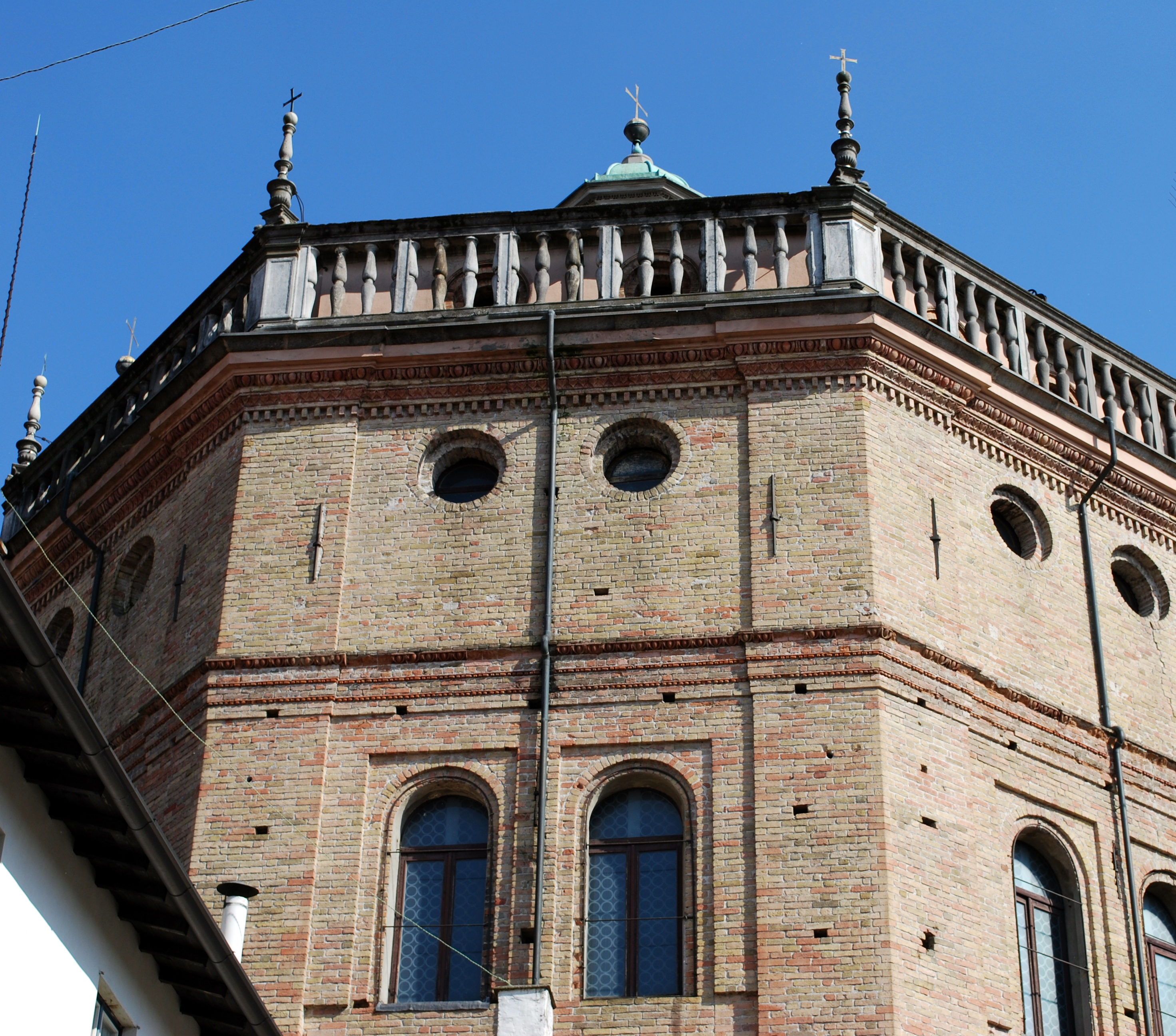
Veduta esterna del tamburo

### L'esterno
Il progetto dell'edificio fu realizzato da Giovanni Battagio; i lavori di costruzione furono diretti in gran parte da Gian Giacomo Dolcebuono, che verosimilmente si attenne alle indicazioni del suo predecessore.
Il tempio – collocato in una caratteristica via molto stretta nei pressi di piazza della Vittoria – è a pianta ottagonale, coperto da una cupola ad otto spicchi sormontata da una lanterna; esternamente, attorno al tamburo, sempre ottagonale, corre una balaustra a colonnine e pinnacoli; tra il 1511 e il 1513 è documentato l'intervento al tiburio dell'architetto Giovanni Antonio Amadeo. Il campanile – disegnato da Lorenzo Maggi – venne realizzato nel 1503, mentre la facciata fu completata solo nel 1879 da Afrodisio Truzzi.

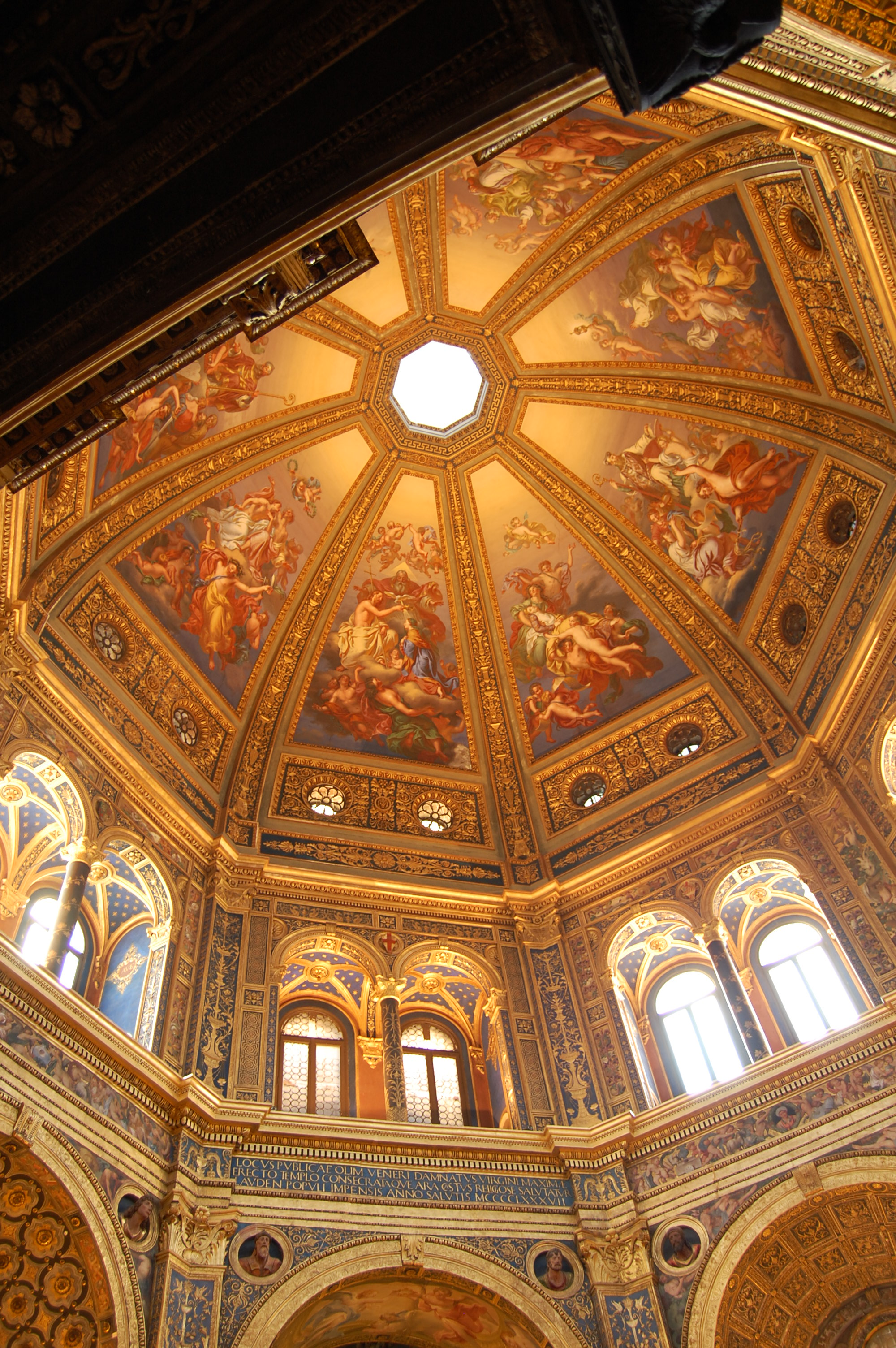
Veduta dell'interno

### L'interno
L'interno è impreziosito da sontuose decorazioni in oro e presenta, nell'ordine superiore, un matroneo ad archetti sorretto da colonnine blu e oro.
Con il trascorrere degli anni, l'edificio divenne una vera e propria galleria d'arte: ospita infatti numerosi affreschi, tavole e tele realizzati tra la fine del Quattrocento e gli inizi dell'Ottocento dai maggiori artisti che operarono a Lodi. Il Bergognone è l'autore di quattro tavole, tra le quali sono particolarmente importanti L'Annunciazione (che offre uno spaccato di paesaggio tipicamente lodigiano) e La presentazione al Tempio (che riproduce l'interno dell'Incoronata). Martino e Albertino Piazza hanno invece realizzato il Polittico Berinzaghi e L'Incoronazione della Vergine, dipinto su seta posto dietro l'altare maggiore. Callisto Piazza e Stefano Maria Legnani, infine, lasciarono qui alcuni dei loro maggiori capolavori.
La cupola
Gli otto spicchi della parte interna della cupola – affrescati nel 1840 da Enrico Scuri – raffigurano i Trionfi dei santi lodigiani.
Il nicchione dell'ingresso

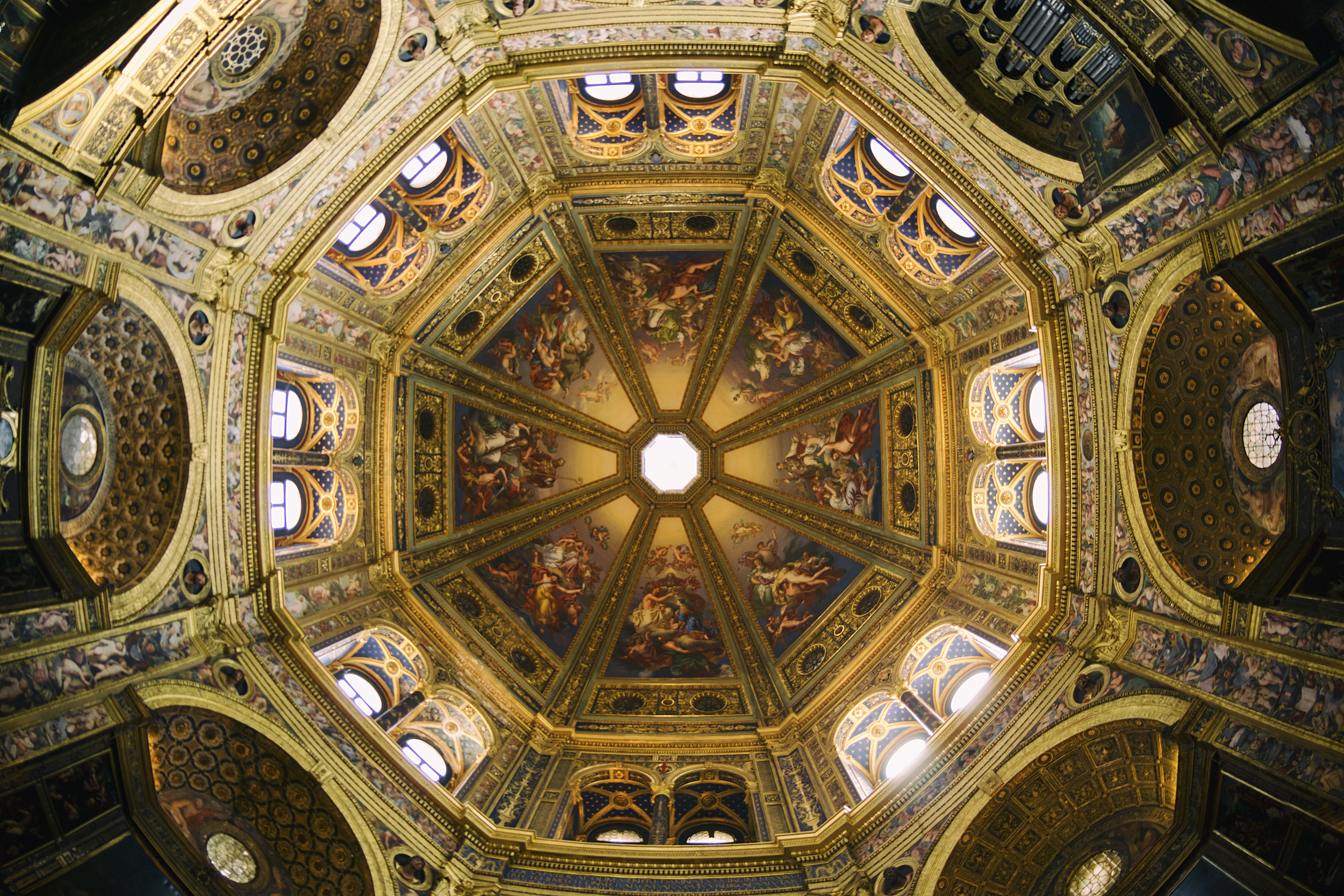
La parte interna della cupola

Il nicchione dell'ingresso principale è impreziosito dalle Storie di Abramo (1562) di Fulvio Piazza; sopra il portone si trova l'Epifania, opera attribuita a Callisto Piazza.
Il nicchione dell'organo

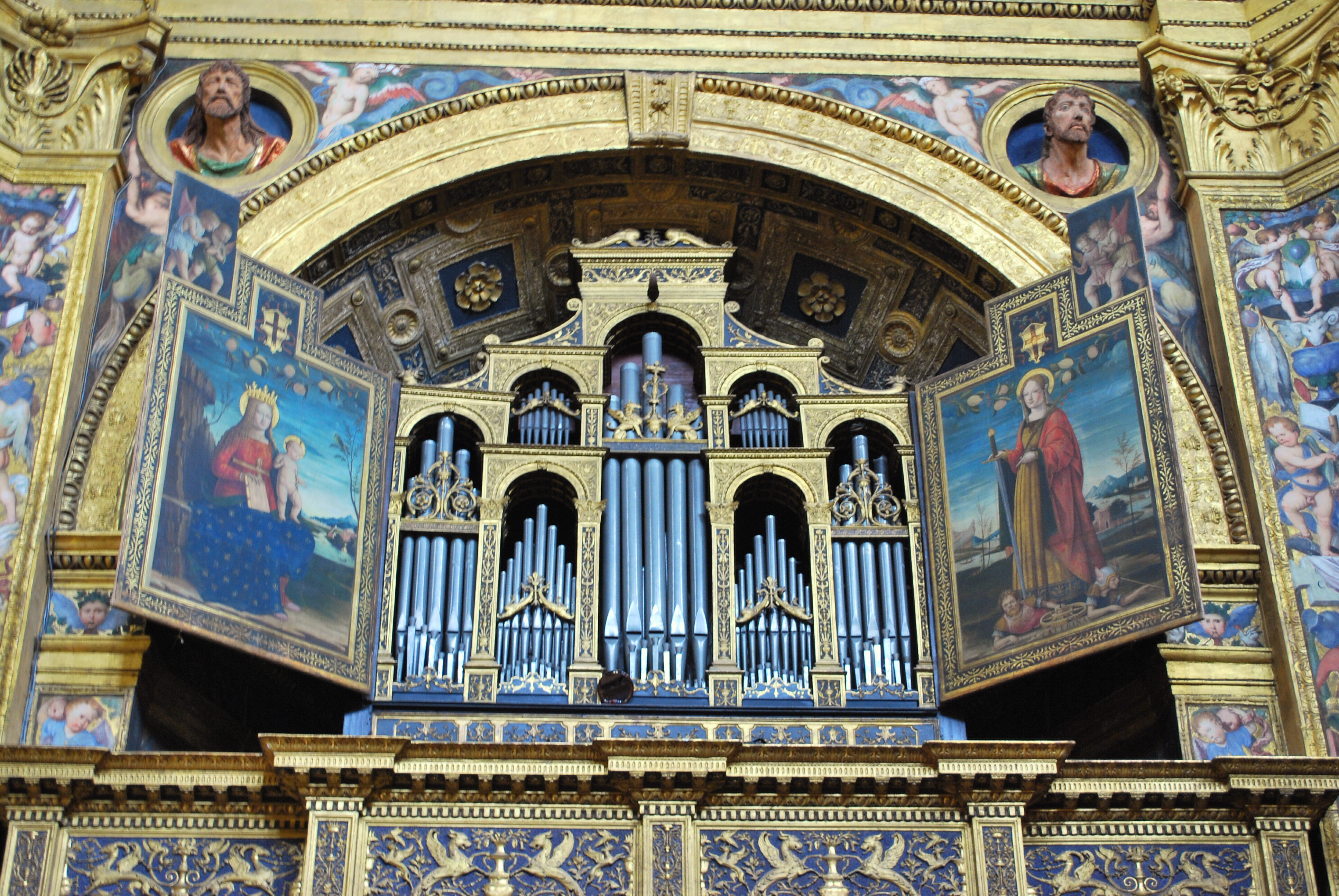
L'organo a canne

All'interno del nicchione alla destra dell'ingresso, sopra una cantoria riccamente decorata con dipinti e intagli dorati, vi è l'organo a canne, rifacimento di Giovanni Battista Chiesa effettuato nel 1775 di un precedente organo di Domenico da Lucca terminato nel 1507. Lo strumento, a trasmissione meccanica originaria, è racchiuso all'interno di una ricca cassa con portelle dipinte raffiguranti San Bassiano (portella di destra) e la Madonna col Bambino (portella di sinistra). L'organo, restaurato dalla ditta Tamburini di Crema nel 1981, ha un'unica tastiera di 50 note con prima ottava scavezza ed una pedaliera a leggio anch'essa con prima ottava scavezza.
La cappella di San Paolo
Questa cappella possiede alle pareti numerose opere realizzate dal Bergognone. Tra esse spiccano l'Annunciazione e la Visitazione.
La cappella di san Giovanni Battista
L'altare maggiore
L'abside
La cappella della Crocifissione
La cappella di sant'Antonio abate
La sagrestia